# Équipe cycliste Malvor-Sidi
L'équipe cycliste Malvor-Sidi est une équipe cycliste professionnelle italienne, présente dans le peloton entre 1978 et 1990. Elle s'est appelée successivement Mecap, Hoonved-Bottecchia, Malvor-Bottecchia et Paini-Sidi. En 1987, elle court sous licence suisse, puis autrichienne l'année suivante.
Dirigée par l'ancien coureur Dino Zandegù, elle obtient ses principaux résultats avec Mario Beccia, Roberto Pagnin, Acácio da Silva et Flavio Giupponi (deuxième du Tour d'Italie 1989).

## Principales victoires

### Classiques
- Tour de Vénétie : Giovanni Mantovani (1981), Roberto Pagnin (1989)
- Flèche Wallonne : Mario Beccia (1982)
- Grand Prix des Nations : Daniel Gisiger (1983)
- Tour des Apennins : Mario Beccia (1984)
- Tour d'Émilie : Acácio da Silva (1985)
- Championnat de Zurich : Acácio da Silva (1986)

### Courses par étapes
- Tour de Suisse : Mario Beccia (1980), Helmut Wechselberger (1988)
- Tour d'Andalousie : Fabio Bordonali (1989)

## Bilan sur les grands tours
- Tour d'Italie
  - 13 participations (1978, 1979, 1980, 1981, 1982, 1983, 1984, 1985, 1986, 1987, 1988, 1989, 1990)
  - 22 victoires d'étapes :
    - 1 en 1978 : Bruno Zanoni
    - 2 en 1979 : Mario Beccia, Dino Porrini
    - 3 en 1980 : Dante Morandi, Giovanni Mantovani (2)
    - 1 en 1981 : contre-la-montre par équipes, Benedetto Patellaro
    - 2 en 1982 : Silvestro Milani, Robert Dill-Bundi
    - 1 en 1983 : Mario Beccia
    - 1 en 1984 : Jürg Bruggmann
    - 4 en 1985 : Acácio da Silva (2), Stefano Allocchio (2)
    - 2 en 1986 : Acácio da Silva (2)
    - 4 en 1989 : Lech Piasecki (3), Flavio Giupponi

  - 0 victoire finale
  - 1 classement annexe :
    - Classement du meilleur jeune : 1981 (Giuseppe Faraca)

- Tour de France
  - 2 participations (1982, 1986)
  - 0 victoire d'étape
  - 0 classement annexe

- Tour d'Espagne
  - 1 participation (1989)
  - 2 victoires d'étapes :
    - 2 en 1989 : Roberto Pagnin, Stefano Allocchio

  - 0 classement annexe

## Principaux coureurs
- Mario Beccia (1979-1980, 1982-1986 et 1988)
- Daniel Gisiger (1982-1986)
- Dietrich Thurau (1982)
- Robert Dill-Bundi (1982-1984 et 1986)
- Acácio da Silva (1982)
- Harald Maier (1987)
- Rocco Cattaneo (1987)
- Mauro Gianetti (1987)
- Helmut Wechselberger (1987-1988)
- Giuseppe Saronni (1989)
- Lech Piasecki (1989)
- Czesław Lang (1989)
- Roberto Visentini (1989)
- Franco Ballerini (1989)
- Silvano Contini (1988-1989)
- Gianni Faresin (1988-1990)